# 約翰·阿爾布雷希特一世 (索爾姆斯-布勞恩費爾斯)
約翰·阿爾布雷希特一世（Johann Albrecht I.，1563年3月5日—1623年5月14日），索爾姆斯-布勞恩費爾斯伯爵，1592－1623年在位。

## 家庭
1590年，約翰·阿爾布雷希特與塞恩-維特根施泰因的阿格尼絲（Agnes von Sayn-Wittgenstein）結婚，兩人有2子3女。
- 烏爾蘇拉（1594－1657）
- 康拉德·路德維希（1595－1635）
- 約翰·阿爾布雷希特二世（1599－1647）
- 阿瑪莉埃（1602－1675）
- 路易絲·克里斯蒂娜（1606－1669）